# أندرو فاغان
أندرو فاغان (بالإنجليزية: Andrew Fagan)‏ هو مغني نيوزيلندي، ولد في 1962.

## وصلات خارجية
- أندرو فاغان على موقع ميوزك برينز (الإنجليزية)
- أندرو فاغان على موقع ديسكوغز (الإنجليزية)